# Dillsburg
Dillsburg est un borough situé dans le comté de York en Pennsylvanie. En 2010, il comptait 2 563 habitants.

## Géographie
Le borough est entouré par le township de Carroll (en) au nord-ouest du comté.

## Histoire
La ville est nommée en l'honneur de Matthew Dill, un immigrant irlandais qui a fondé la ville en 1740. Le village est devenu un centre agricole. Durant la campagne de Gettysburg, la ville fut envahie deux fois par les troupes confédérées.

## Démographie
| Groupe            | Dillsburg | Pennsylvanie | États-Unis |
| ----------------- | --------- | ------------ | ---------- |
| Blancs            | 95,6      | 81,9         | 72,4       |
| Métis             | 2,0       | 1,9          | 2,9        |
| Asiatiques        | 1,1       | 2,8          | 4,8        |
| Afro-Américains   | 0,9       | 10,9         | 12,6       |
| Autres            | 0,3       | 2,4          | 6,4        |
| Amérindiens       | 0,2       | 0,2          | 0,9        |
| Total             | 100       | 100          | 100        |
|                   |           |              |            |
| Latino-Américains | 1,7       | 5,7          | 16,7       |

Selon l'American Community Survey, pour la période 2011-2015, 96,10 % de la population âgée de plus de 5 ans déclare parler l'anglais à la maison, 2,41 % déclare parler l'espagnol, 0,79 % l'allemand et 0,71 % une autre langue.
Le revenu par habitant était en moyenne de 25 767 dollars par an entre 2012 et 2016, inférieur à la moyenne de la Pennsylvanie (30 137 dollars) et à la moyenne nationale (29 829 dollars). Sur cette même période, 6,6 % des habitants de Dillsburg vivaient sous le seuil de pauvreté (contre 13,3 % dans l'État et 12,7 % à l'échelle des États-Unis).

## Source
- (en) Cet article est partiellement ou en totalité issu de l’article de Wikipédia en anglais intitulé « Dillsburg, Pennsylvania » (voir la liste des auteurs).

1. ↑  (en) « Dillsburg, PA Population - Census 2010 and 2000 », sur censusviewer.com.
2. ↑  (en) « Population of Pennsylvania - Census 2010 and 2000 », sur censusviewer.com.
3. ↑  (en) « Language spoken at home by ability to speak English for the population 5 years and over », sur factfinder.census.gov
4. ↑  (en) « Selected economic characteristics », sur factfinder.census.gov (consulté le 20 février 2018).